# X (soziales Netzwerk)
X (stilisierte Schreibweise 𝕏), bis Juli 2023 Twitter (englisch für „Gezwitscher“), ist ein soziales Netzwerk. Das Internetportal wurde 2006 als Mikroblogging-Plattform von Jack Dorsey und weiteren Mitgründern ins Leben gerufen, die später das eigenständige Unternehmen Twitter, Inc. für den Betrieb gründeten. Im Oktober 2022 wurde der Dienst von dem mehrheitlich von Elon Musk kontrollierten Unternehmen X Corp. übernommen, das wiederum Ende März 2025 von Musks KI-Konzern X.AI übernommen wurde. X ist heute eine der meistbesuchten Onlineplattformen der Welt. Angemeldete Nutzer können Texte mit bis zu 280 Zeichen (4000 Zeichen in der Bezahlversion) sowie Bilder und Videos verbreiten. Die einzelnen Beiträge werden „Posts“ genannt und hießen vor der Markenänderung „Tweets“ (von englisch to tweet „zwitschern“). Ohne Konto sind Inhalte nur eingeschränkt einsehbar. Seit der Übernahme durch Elon Musk steht das Netzwerk verstärkt wegen des Verbreitens von Rechtsextremismus, Antisemitismus und Verschwörungstheorien in der Kritik. Der damalige CEO von Twitter, Jack Dorsey, kündigte die Alternative Bluesky erstmals 2019 auf Twitter an.

## Geschichte

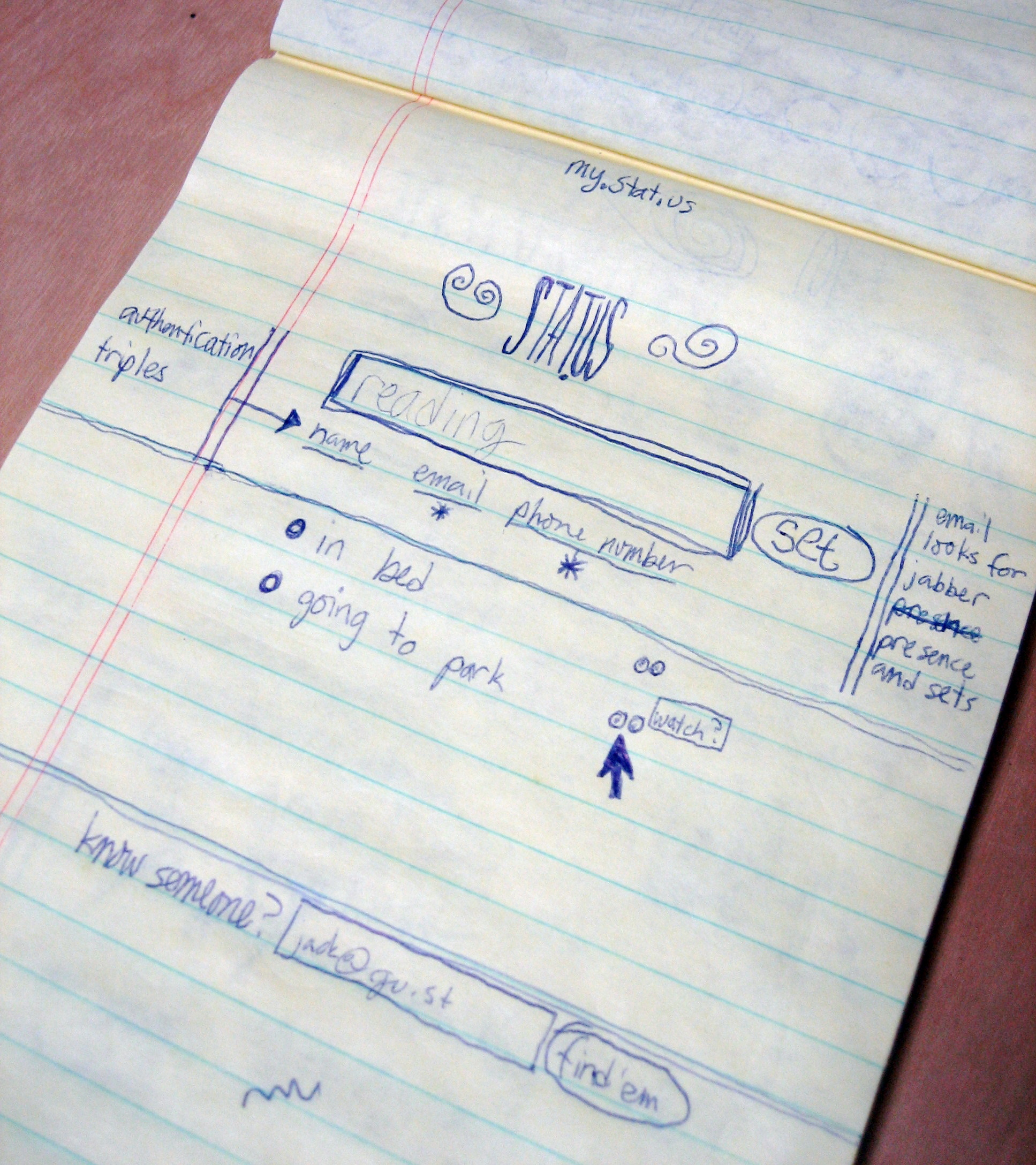
Erste Notizen und Ideen des Erfinders Jack Dorsey, März 2006

Bis 2009 verwendeter Twitter-Schriftzug

„Larry“, das ehemalige Logo von Twitter bis Juni 2012

Ehemaliges Logo von Twitter von Juni 2012 bis Juli 2023

### Twitter (2006–2023)
Der Dienst wurde im März 2006 unter dem Namen twttr (Elision der Vokale des Worts „twitter“, engl. Disemvoweling) mit einem grünen Markenzeichen gegründet und gewann weltweit rasch an Popularität. Der erste Tweet wurde am 21. März 2006 durch den Mitgründer Jack Dorsey mit dem Inhalt „just setting up my twttr.“ verschickt. Ursprünglich wurde Twitter als SMS-basierte Plattform entwickelt, daher rührte das anfängliche Zeichenlimit von 140 Zeichen.
Im Herbst 2006 wurde der Dienst Teil der Muttergesellschaft Obvious.
Im April 2007 wurde Twitter, Inc. von Jack Dorsey, Biz Stone und Evan Williams als eigenes Unternehmen gegründet und damit von der bisherigen Muttergesellschaft Obvious ausgegliedert. Twitter verzeichnete stetiges Wachstum; alleine im Jahr 2010 registrierten sich rund 100 Millionen neue Nutzer.
Seit April 2010 gibt es zur Nutzung des Dienstes eine mobile App für Smartphones und Tablets. 2014 waren Apps für Android, iOS, Microsoft Windows Phone, Blackberry, Firefox OS und einige Nokia-Handys verfügbar.
Im April 2010 hatte Twitter 105 Millionen aktive Nutzer, im September 2011 waren es 200 Millionen, im Oktober 2013 rund 218 Millionen und im zweiten Quartal 2015 304 Millionen.
Im Juni 2012 wurde das Twitter-Logo („Larry the bird“) grundlegend verändert. Es ist seitdem einfarbig und wurde bis Juli 2023 verwendet. Vorbild ist ein männlicher Berghüttensänger.
Im Oktober 2015 kamen Gerüchte auf, Twitter wolle die Grenze von 140 Zeichen für einen Tweet auflösen oder zumindest eine Möglichkeit schaffen, direkt auf der Plattform längere Texte einzubinden. Im März 2016 gab Jack Dorsey zunächst bekannt, an der 140-Zeichen-Grenze festzuhalten.
Im September 2016 lockerte Twitter jedoch die 140-Zeichen-Begrenzung. Seitdem werden beigefügte Fotos und Videos und zitierte Tweets nicht mehr auf die Gesamtlänge des eigenen Beitrags angerechnet und verkürzen damit nicht mehr den verbleibenden Platz. Zudem startete das Unternehmen einen Test mit einer Verdopplung des bisherigen Zeichenlimits einzelner Tweets auf 280 Zeichen. Definierte Nutzergruppen durften diese Funktion vorab in allen Sprachen bis auf Japanisch, Chinesisch und Koreanisch testen, da in diesen Sprachen ohnehin nur sehr kurze Nachrichten „getwittert“ worden seien.
Seit Mai 2018 werden Tweets von Konten, die durch Trolling und Verletzung der Twitter-Richtlinien aufgefallen sind, automatisch verborgen und erst durch Betätigen einer entsprechenden Schaltfläche geladen.

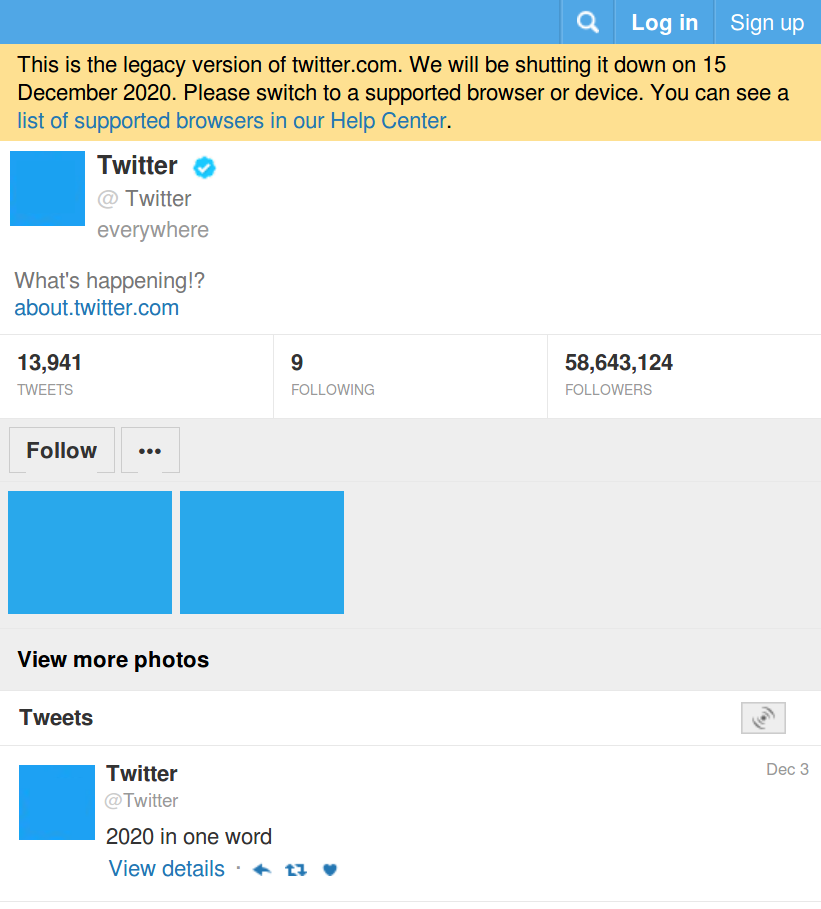
„M2“-Weboberfläche in den letzten Tagen vor der Abschaltung. Eine Warnung wies auf die geplante Abschaltung hin.

Im Juli 2019 wurde die voreingestellte Webanwendung für Desktop- und Laptoprechnerbenutzer zur umgestalteten progressiven Webanwendung gewechselt. Diese basiert auf der erstmals im April 2017 für Mobilgeräte eingeführten progressiven Webanwendung „Twitter Lite“. Am 1. Juni 2020 wurde der Zugriff auf die klassische, seit 2014 bestehende „Desktop“-Version der Webpräsenz für alle Benutzer endgültig deaktiviert. Die ursprünglich an Mobilgeräten bereitgestellte „M2“-Weboberfläche, welche später Geräten mit eingeschränkten Webfähigkeiten und/oder deaktivierter JavaScript-Unterstützung diente, wurde am 15. Dezember 2020 abgeschaltet.

### X (seit 2023)
Nach der Übernahme von Twitter durch Elon Musk Ende Oktober 2022 entließ dieser die Hälfte der Mitarbeiter. Anschließend verließen viele finanzstarke Werbekunden die Plattform.
Vom 3. bis zum 7. April 2023 war anstelle des Vogels das Logo der Kryptowährung Dogecoin, ein Hund der japanischen Rasse Shiba, zu sehen.
Zum 1. Juli 2023 wurde eine, laut Ankündigung, temporäre Begrenzung für das tägliche Lesen von Tweets eingeführt. Demnach dürfen kostenpflichtig registrierte Nutzer 6000, normale Nutzer 600 und Neuanmeldungen lediglich 200 Tweets pro Tag konsumieren. Später solle die Grenze auf 8000/800/400 erhöht werden. Als Begründung gab der Konzern an, man wolle damit dem ausufernden Daten-Scraping Einhalt gebieten. Zudem war das Lesen auf Twitter nur noch angemeldet möglich, inzwischen können Tweets auch wieder unangemeldet gelesen werden, nicht jedoch Profile oder ganze Threads.
Im Juli 2023 wurde das ikonische Vogel-Logo von Twitter zu einem neuen Logo geändert, das grafisch stilisiert den Buchstaben X zeigt. Es handelt sich dabei konkret um eine Darstellung des Unicode-Zeichens 𝕏 (mathematischer Großbuchstabe X mit Doppelstrich, U+1D54F).
Das Rebranding sollte ein erster Schritt für eine länger bestehende Vision von Musk sein. Demnach sollte das Soziale Netzwerk Twitter zu einer Allzweck-App ausgebaut werden, die neben Text-, Bild-, Video- und Audioinhalten auch Zahlungs- und weitere Online-Dienste bieten soll. Seit dem 26. Juli 2023 lautet das offizielle Konto des Dienstes auf der eigenen Plattform @X. Dieser Benutzername war zuvor seit über einem Jahrzehnt von einem Nutzer registriert gewesen und wurde diesem ohne Ausgleich entzogen. Im August folgte die Umbenennung der App in den App-Marktplätzen sowie die Umbenennung der Bezahlversion Twitter Blue zu Premium.
Seit November 2023 wird auf X das von Elon Musks Unternehmen xAI entwickelte KI-System Grok bereitgestellt.
Am 28. März 2025 wurde bekannt, dass X.AI, ein Unternehmen für künstliche Intelligenz unter der Leitung von Elon Musk, die X Corp in einer reinen Aktientransaktion übernimmt. Die Bewertung von X.AI lag bei etwa 80 Milliarden US-Dollar, während die X Corp, die die soziale Plattform X (ehemals Twitter) betreibt, nach Abzug von 12 Milliarden US-Dollar Schulden mit rund 33 Milliarden US-Dollar angesetzt wurde. Als Ziel der Fusion wurde ausgegeben, die KI-Expertise von X.AI mit der Nutzerbasis von X zu kombinieren, um innovative Funktionen und Dienstleistungen zu entwickeln. Nach der Übernahme operiert X Corp als Teil von X.AI, wodurch die Plattform X nun vollständig in das Portfolio des KI-Unternehmens integriert ist.
Am 9. Juli 2025 teilte Linda Yaccarino ihren Rücktritt als CEO von X mit.

## Charakterisierung des Dienstes
Twitter wird als Kommunikationsplattform, soziales Netzwerk oder meist öffentlich einsehbares Online-Tagebuch definiert. Privatpersonen, Organisationen, Unternehmen und Massenmedien nutzen Twitter als Plattform zur Verbreitung von kurzen (max. 280 Zeichen) Textnachrichten (Tweets) im Internet. Im Gegensatz zu Facebook steht nicht der Kontakt mit bekannten Freunden im Vordergrund; Nutzer sehen grundsätzlich die Tweets der von ihnen ausgewählten Autoren (denen der Autor mittels eines Abonnements „folgt“), können diese aber auch „retweeten“ (weiterleiten).
Tweets können vom Autor jederzeit gelöscht werden, aber nicht mehr geändert werden, nachdem sie abgesetzt wurden. Grundsätzlich wird dem Nutzer eine personalisierte Auflistung (Feed) von Tweets, die vom Twitter-Algorithmus ausgewählt werden, unter der Rubrik „Für dich“ aufgezeigt; alternativ kann der Feed vom Nutzer gefolgter Autoren (Rubrik „Folge ich“) eingesehen werden (oder auch von Autoren die in eigens angelegten Listen gespeichert wurden).
Als zentralisiert betriebenes Angebot ist Twitter zensierbar. Tweets können daher vom Plattformbetreiber gelöscht werden. Wie der Betrieb erfolgt auch die Entwicklung der Plattform zentralisiert, im Gegensatz zu Plattformen wie Mastodon, die den gesamten Quelltext und das verwendete Protokoll ActivityPub öffentlich dokumentieren.

### Hauptfunktionen
- Registrierung bei Twitter: Für die Registrierung bei Twitter werden drei Angaben benötigt: eine E-Mail-Adresse, eine Profilbezeichnung (das ist der Nutzername) und eine Telefonnummer für die Verifizierung des Kontos. Bei der Anmeldung wird zwar auch ein „vollständiger Name“ erfragt, dieser dient jedoch vor allem dazu, diese Angabe neben diversen anderen im Profil anzuzeigen. Ein Echtname wird im Gegensatz zu Facebook nicht erwartet. Überdies ist es möglich, den Namen sowie den @-Nutzernamen, der auch als „Handle“ bezeichnet wird,[38] später beliebig oft zu ändern. Es wird außerdem ein Passwort benötigt.
Das Mikroblog bildet ein Echtzeitmedium zur Darstellung von Meinungen und Aspekten des eigenen Lebens. Kommentare oder Diskussionen der Leser zu einem Beitrag sind denen möglich, die ein Twitter-Konto haben, wodurch eine beschränkte Form der Kommunikation möglich ist.
- Tweets (inzwischen „Posts“): Die Tätigkeit des Schreibens auf Twitter wird als „Twittern“ bezeichnet. Das Veröffentlichen eines einzelnen Tweets wird auch mit dem Ausdruck „einen Tweet absetzen“ (ähnlich wie: „eine Nachricht absetzen“) bezeichnet.[39]

Kommentare/Beiträge/Nachrichten können unbegrenzt häufig veröffentlicht werden. Es werden auch mit anderen Nutzern Konversationen geführt. Letzteres führt dann zu einem Thread, der einzeln aufgerufen werden kann. Seit Dezember 2017 können auch mehrere Tweets (max. 25) eines Nutzers zu Threads verkettet werden. Damit sollen Nutzer die Möglichkeit erhalten, längere Beiträge zu veröffentlichen. Die maximale Länge eines Tweets ist seit November 2017 auf 280 Unicode-Zeichen (vorher 140) angehoben worden. Er ist standardmäßig öffentlich, also auch für unangemeldete Leser sichtbar. Er kann Hashtags (mit #), Links (als URL), Verweise auf andere Nutzerprofile (mit @) sowie Bilder (als URL oder direkt eingefügt) und Standorte enthalten. Tweets werden in erster Linie den sogenannten „Followern“ eines Benutzers angezeigt, vor allem über Hashtags oder Verlinkungen/Retweets kann aber auch ein breiteres Publikum erreicht werden. Es besteht die Möglichkeit, sämtliche verfasste Tweets nur akzeptierten Followern zugänglich zu machen, diese Option heißt geschützte Tweets. Seit 2020 gibt es angeheftete Tweets (pinned tweets).
- „Für dich“-Rubrik: Ende März 2023 veröffentlichte Twitter seinen Programmcode als quelloffene Software auf GitHub, der die „Für dich“-Empfehlungen generiert. Aus verschiedenen Quellen findet eine Vorauswahl auf rund 1500 Beiträge statt. Berücksichtigt wird auch, ob man den Konten bereits folgt. Es soll ein 50:50-Verhältnis zwischen gefolgten und neuen, nicht gefolgten Konten bestehen. Mittels maschinellen Lernens erstellt Twitter ein Ranking, aus dem schlussendlich noch bestimmte Inhalte (z. B. blockierte Nutzer oder bereits gesehene Tweets) entfernt werden. Im April 2023 verkündete Elon Musk, der wichtigste Teil des Algorithmus sei bereits Open Source, der Rest solle in den folgenden Wochen noch nachgeliefert werden. Aus dem Repository ging zudem hervor, dass Musks Beiträge bevorzugt werden. Twitter hat damit als erstes und bislang einziges kommerzielles soziales Netzwerk seine Algorithmen zumindest teilweise öffentlich einsehbar gemacht.[44]
- Timeline: Die Liste der abonnierten Beiträge wird häufig als „Timeline“ oder kurz „TL“ bezeichnet. Ursprünglich wurden die Tweets bei Twitter chronologisch angezeigt. Ab Februar 2016 wurde die Reihenfolge der Tweets in der Timeline durch einen Algorithmus bestimmt, der Tweets nicht mehr chronologisch, sondern nach Relevanz sortierte. Im September 2018 revidierte Twitter die Abschaffung der chronologischen Timeline. Nutzer konnten nun selbst entscheiden, welche der beiden Ordnungen sie wählen wollen.[45] Mit der Einführung der algorithmisch geordneten Rubrik „Für Dich“ wird die Rubrik „Folge ich“ in chronologischer Ordnung aufgezeigt.
- Blockieren und Stummschalten: Nutzer, deren Nachrichten man nicht lesen möchte, können stummgeschaltet werden („mute“). Nutzer, die keinerlei weitere Interaktion mit dem eigenen Konto betreiben sollen, können blockiert werden („block“).[46] Die Verbreitung sogenannter „Blocklisten“, also Listen, die eine Gruppe von Nutzern automatisch blockieren, wurde kritisiert, da sie der Bildung von Filterblasen Vorschub leiste.[47]
- Hashtags: Ein Hashtag (z. B. #wikipedia) ist ein Begriff in Form eines Tags, der ein Wort oder eine Zeichenkette in einem Tweet hervorhebt. Die Bezeichnung stammt vom Doppelkreuz „#“ (englisch hash), mit dem der betreffende Begriff markiert wird. Im Gegensatz zu anderen Tag-Konzepten werden Hashtags direkt in die eigentliche Nachricht eingefügt. Daher werden in einem Tweet alle Begriffe, vor denen ein Doppelkreuz steht, von Twitter als Tags interpretiert. Das Hashtag kann aus Buchstaben und Ziffern bestehen, es dürfen jedoch weder Satz- noch Leerzeichen enthalten sein.[48] Spricht ein Nutzer über einen anderen, ohne ein Tag auf sein Konto zu setzen, spricht man von „Non Mention“ oder „Nonmention“ („Nichterwähnung“).[49] Um z. B. Nutzer- und Kontonamen schwerer auffindbar zu machen, werden außerdem Wörter mit Zeichen, falschen Buchstaben[50] oder Emojis[51] verfremdet. Eine verbreitete Technik ist das sogenannte „disemvoweling“, bei dem Vokale ausgelassen oder durch Sternchen ersetzt werden.[52]
- Retweet (inzwischen „Repost“): Retweets oder Re-Tweets (deutsch „wieder“ oder „zurück Tweeten“) dienen dazu, den Tweet eines anderen Nutzers mit den eigenen Followern zu teilen. Über die integrierte Retweet-Funktion wird immer auch der Urheber des ursprünglichen Tweets angegeben. Der Ausgangstweet kann beim Retweeten kommentiert werden.[53] Wenn man einen Tweet auf seinem eigenen Profil teilt und einen Kommentar hinzufügt, erscheint dieser über dem Originaltweet. Dies wird bei Twitter umgangssprachlich als „DrüKo“ (von „Drüberkommentar“) bezeichnet. Wenn man auf einen Tweet antwortet, wird dies „Reply“ („Antwort“) oder „DruKo“ (von „Drunterkommentar“) genannt.[54] Einen Tweet nur teilweise zu zitieren ist über die Retweet-Funktion allerdings nicht möglich.
- Favs und Likes: Nutzer haben die Möglichkeit, einen Tweet zu „liken“ bzw. zu „faven“. Dargestellt wurde dies bis zum 3. November 2015 mit einem kleinen Sternensymbol, dem sogenannten „Favstar“ (deutsch „Favoriten-Stern“). Inzwischen wurde es durch ein kleines Herzsymbol ersetzt.[55] Grund für die Änderung war, dass viele Twitter-Nutzer den „Favstar“ bereits zum Liken eines Tweets verwendet hatten, weil sie es von Facebook oder Instagram so kannten.[56] Für das „Liken“ haben Nutzer unterschiedliche Motivationen, dennoch bringen sie dadurch meist zum Ausdruck, dass ihnen etwas gefällt, sie etwas zustimmen oder sie etwas unterstützen.[57][58] Im Juni 2024 wurde die Funktion abgeschafft, die Likes eines Benutzers öffentlich einsehen zu können. Der Schritt wurde damit begründet, das öffentliche Ansehen von Nutzern zu schützen.[59]
- Follower: Will man zukünftig über Beiträge anderer Nutzer informiert werden, kann man ihnen „folgen“. So abonniert man den Nutzer entsprechend, und dessen Tweets werden daraufhin in der eigenen Timeline angezeigt. Ein Nutzer, der einem anderen folgt, wird als „Follower“ (von englisch follow „folgen“) bezeichnet. Unter den persönlichen Angaben („Bio“) wird in der ersten Zeile der Standort und das Datum angezeigt, seitdem das Konto angemeldet ist. In der zweiten Zeile wird links die Zahl der Konten angezeigt, denen das Konto folgt („following“), rechts die Zahl der Follower („followers“). In der dritten Zeile wird die Zahl der gemeinsamen Follower angezeigt. Gibt es keine gemeinsamen Follower, wird auf Deutsch die Information „Gefolgt von niemandem, dem du folgst“ („not followed by anyone you’re following“) angezeigt. Der Satiriker Jan Böhmermann benannte sein 2020 erschienenes Buch mit Tweets nach der Formulierung.
- Eigene Listen: Um die Beiträge einer selbst definierten Gruppe von Nutzern angezeigt zu bekommen, kann man eine Liste erstellen. Dazu sucht man einen kurzen Listennamen (maximal 25 Zeichen) aus, erstellt eine kurze Beschreibung und legt fest, ob die Liste privat (Zugriff nur durch den Listenersteller) oder öffentlich (jeder kann die Liste abonnieren) sein soll. Eine öffentliche Liste ist ohne ein eigenes Twitter-Konto einsehbar, sofern die dazugehörige URL bekannt ist.
- Direktnachricht: Nicht jede Kommunikation muss auf Twitter öffentlich verlaufen, es ist ebenso möglich, anderen Nutzern private Direktnachrichten zu senden. Die Nutzer können dabei einstellen, ob sie nur von gefolgten Nutzern Nachrichten erhalten möchten oder von allen Twitter-Nutzern.
- Archivierung: Im Juli 2012 kündigte Dick Costolo eine Funktion an, die den Export sämtlicher Tweets eines Nutzers in eine Datei ermöglichen soll.[60] Damit werden Anwender befähigt, ihre Tweets und Retweets auf ihrem eigenen Rechner zu archivieren. Ende Dezember 2012 wurde die Funktion für alle Twitterer freigeschaltet.[61]
- Spaces: Ende Dezember 2020 wurde die Funktion „Spaces“ eingeführt, die ähnlich wie die App Clubhouse Live-Audio-Diskussionen mit mehreren Teilnehmern ermöglicht.[62]
- Trending Topics: Seit 2009 werden die „Trending Topics“ („Trendthemen“) in einer eigenen Rubrik angezeigt. Zunächst handelte es sich meist um Themen aus dem englischsprachigen Raum,[63] später wurde der Bereich stärker regionalisiert. Voraussetzung für die Aufnahme eines Hashtags ist, dass seine Verbreitung exponentiell wächst.[64] Im Deutschen hat sich das intransitive Verb „trenden“ für Themen eingebürgert, die in den Trending Topics aufgelistet sind.[65]
- Community Notes: Ende 2022 wurde mit Community Notes (deutsch etwa ,kollektive Anmerkungen‘)[66] eine Faktencheck-Funktion eingeführt.[67] Die Anmerkungen werden unter einem Tweet angezeigt und sollen diesen kontextualisieren. Dafür gibt es eine Backend-Plattform, auf der sich Nutzer registrieren, anonym austauschen und sogenannte Notes verfassen können. Hilfreiche Notes können dabei positiv, nicht hilfreiche Notes negativ bewertet werden. Auch die Antwort „teilweise hilfreich“ ist möglich. Liegen genügend Bewertungen vor, wird die Note auf der Hauptplattform angezeigt, kann im Nachhinein aber auch überstimmt werden.[68]

### Weitere Funktionen
Über eine Programmierschnittstelle (API) stellen Komplementoren die über Twitter veröffentlichten Nachrichten zur Verfügung, damit die Aktualisierungen auf verschiedenen Kanälen von vielen Diensten abgerufen und von dort wieder eingespeist werden können. Anfang Februar 2023 kündigte Twitter an, die kostenlose eigene API am 9. Februar 2023 abzuschalten. Markus Reuter kritisierte in einem Kommentar von netzpolitik.org, dies gefährde „nicht nur zahlreiche Non-Profit-Projekte, sondern potentiell auch Wissenschaft und Journalismus“. Die Preise richten sich nach der Umstellung u. a. nach der Menge an Tweets, die man pro Monat herunterladen kann. Allerdings kostet beispielsweise eine Menge, die noch unterhalb der früheren Gratisversion liegt, mittlerweile 42.000 US-Dollar pro Monat. Musk begründete den Schritt u. a. damit, dass die kostenlose Variante missbraucht worden sei, um Falschinformationen mit Hilfe von Bots zu verbreiten.
Dem Benutzer stehen unter anderem Kommunikationstechniken wie SMS (nur Vereinigte Staaten, Kanada und Indien) zur Verfügung. Im August 2008 hat Twitter den Versand von SMS-Kurznachrichten außerhalb der Vereinigten Staaten, Kanadas und Indiens eingestellt. Zudem stehen einfache Eingabehilfen über die Twitter-Website (RSS) oder Desktop-Software zur Verfügung.
Bei Veranstaltungen kann eine Twitterwall eingesetzt werden – eine „Wand“, an die oder auf der Tweets zu einem vorher bestimmten einheitlichen Hashtag projiziert werden, sodass sie von allen Teilnehmenden gelesen werden können.
Seit Mai 2012 ist es möglich, sich die besten Tweets der Woche per E-Mail zusenden zu lassen. So erhält der Nutzer eine Übersicht über die relevantesten Tweets jener Konten, denen er folgt, beziehungsweise über jene, die von abonnierten Konten besonders häufig geteilt oder kommentiert wurden. Im Juni 2012 wurde bekannt, dass in Tweets gesetzte Links verschiedener Medien künftig Vorschauen und Bilder in sich tragen. Über einen Button, der mit einer Glocke versehen ist, kann man sich via App neue Tweets von bestimmten Nutzern als Push-Benachrichtigung auf dem Smartphone anzeigen lassen. Über die Twitter-eigene mobile Applikation Periscope hatten Anwender bis 31. März 2021 die Möglichkeit der Video-Direktübertragung (Livestreaming) vom Mobiltelefon aus. Seitdem sind Live-Videoübertragungen nur noch über die Twitter-App möglich. Seit 2022 enthält Twitter Alt-Text für die barrierefreie Darstellung von Bildern.

### Eingestellte Funktionen
- Fleets: Im November 2020 führte Twitter die Funktion des „Fleets“ ein. Das Kofferwort steht für „fleeting Tweets“ (flüchtige Tweets) und bezeichnet Text-, Bild- und Videonachrichten, die nur 24 Stunden angezeigt werden. Laut dem Unternehmen gehe es darum, zurückhaltende Benutzer zu animieren und einen Raum für persönliche und flüchtige Gedanken bereitzustellen. Eine ähnliche Funktion wurde erstmals von dem Instant-Messaging-Dienst Snapchat angeboten und vor Twitter bereits von einigen anderen Diensten wie Instagram und WhatsApp adaptiert.[77][78] Im August 2021 stellte Twitter die Funktion ein.[79]

## Technik
Twitter setzt Java für die Erzeugung von Webseiten ein. Ursprünglich war die Message Queue, die für die Weiterleitung der eigentlichen Nachrichten zuständig ist, in Ruby geschrieben. Diese musste jedoch aufgrund von Skalierungsproblemen neu geschrieben werden, was in der Programmiersprache Scala erfolgte. Für die Oberflächengestaltung verwendet Twitter ein eigens entwickeltes UI-Framework namens Bootstrap, welches als Open-Source-Projekt der Allgemeinheit zur Verfügung gestellt wird.

### Schnittstellen
Die Twitter-API erlaubt die Integration von Twitter in andere Onlinedienste und Anwendungen. Twitter kann neben spezialisierten Clients wie Seesmic Desktop auch in verschiedenen anderen Programmen verwendet werden, beispielsweise im Kundenbeziehungsmanagement-Dienst Salesforce, den Instant-Messaging-Client-Diensten Adium, Digsby oder im Flock-Browser. T-Mobile USA hat in sein Sidekick-Mobiltelefon neben Facebook auch Twitter integriert.
Mittels Erweiterungen lassen sich zusätzliche Informationen über den Absender und die Empfängergruppe anzeigen, wie der jeweilige Standort auf dem Kartendienst Google Maps.
Mit spezialisierten Clients wie TweetDeck lassen sich Nachrichten übersichtlicher darstellen. So kann auch bei mehreren Twitter-Konten die Übersicht behalten werden.
Am 9. April 2010 wurde bekannt, dass Twitter die Entwicklerschmiede des mobilen Clients Tweetie übernommen hat und zukünftig eine Applikation für das iPhone kostenlos anbieten möchte. Die offizielle Twitter-Applikation erschien am 19. Mai 2010 im App Store.

#### Übersicht von Clients (Auswahl)
- Fenix (für Android)
- Echofon (für iOS sowie Android)
- Gwibber (ab Version 10.04 von Ubuntu vorinstalliert)
- Hootsuite (für Android, iOS)
- Hotot (Für Linux)
- Rainbowstream (Für Linux)
- MetroTwit (für Windows)
- Osfoora (für iOS, macOS)
- Peep (für Android mit HTC Sense)
- Phnx (für HP webOS)
- Plume (für Android)
- Seesmic (für Android, iOS, Blackberry, Microsoft Windows Phone 7, Windows und Mac OS, Nachfolger von Twhirl)
- SharedMinds Desktop (für Windows)
- Sparrow (für HP webOS)
- Spaz (für HP webOS)
- Tweetbot (für iOS und Mac OS)
- TweetComb (für Android, gut geeignet für Android-Tablets)
- Tweetdeck (für Android, iOS, Windows, Mac OS sowie Linux)
- Tweetian (für Sailfish OS)
- Tweetings (für Mac OS, iOS, Windows und Google Chrome)
- Tweettime (für iOS)
- Twicca (für Android)
- Twitdroyd (für Android)
- twittAmiga (für AmigaOS)
- Twitter for Mac (vormals Tweetie) (für Mac OS)
- TwitterNeighbor
- Twitterrific (für Mac OS, iOS)

### Ausfallzeiten
Twitter war 2007 ungefähr zu 98 Prozent der Zeit erreichbar, das heißt, insgesamt über einen Zeitraum von sieben vollen Tagen nicht. Twitters Ausfallzeiten fielen insbesondere während gut besuchter Veranstaltungen der Technologie-Industrie auf, wie der Macworld-Conference-&-Expo-Eröffnungsansprache im Jahre 2008.
Im Mai 2008 wurde die Software-Architektur dem Wachstum des Dienstes angepasst, jedoch führten Stabilitätsprobleme zu Ausfallzeiten oder zum zeitweisen Entfernen von Funktionen. Im August 2008 zog Twitter die freien SMS-Dienste zeitweise für den größten Teil der Welt zurück.

### Technische Sicherheit
Die erste Sicherheitslücke bei Twitter wurde am 7. April 2007 von Nitesh Dhanjani gemeldet. Das Problem entstand dadurch, dass Twitter die Absenderangabe einer SMS als Authentifizierung für ein Benutzerkonto nutzte. Nitesh verwendete einen Free-SMS-Dienst, um eine SMS zu manipulieren, woraufhin Twitter die Nachricht im Namen des Opfers verbreitete. Diese Sicherheitslücke kann nur ausgenutzt werden, wenn die Telefonnummer des Opfers bekannt ist. Wenige Wochen nach dieser Entdeckung führte Twitter eine optionale PIN ein, um SMS authentifizieren zu können.
Am 20. März 2009 wurde eine weitere Sicherheitslücke entdeckt, nachdem Twitter kurz zuvor ein Problem mit fälschbaren SMS-Aktualisierungen zumindest provisorisch hatte lösen können. Bei der neuen Lücke handelt es sich um eine Cross-Site-Scripting-Lücke, die prinzipiell sogar ein Wurm ausnutzen könnte.
Am 21. September 2010 wurde das Webinterface von Twitter das Opfer eines Angriffs via Cross-Site-Scripting, bei dem der JavaScript-Befehl „onmouseover“ genutzt wurde. Dies veranlasste die Nutzer dazu, teilweise automatisch die ungewünschten Inhalte unter ihren Followern weiterzuverbreiten, ähnlich der Weiterverbreitung eines Computerwurms. Die Auswirkungen betrafen dabei nicht die Benutzung des Dienstes über Apps bzw. Clients. Nach ersten Medienberichten führte ein Bug beim Kurz-URL-Dienst „t.co“ von Twitter zur clientseitigen Ausführung des Javascript-Codes.
Im Mai 2018 gab das Unternehmen bekannt, dass Passwörter von Benutzerkonten unverschlüsselt bzw. unmaskiert in einer Verzeichnisdatei gespeichert wurden. Nach Twitter-Angaben ist der Fehler intern entdeckt und behoben worden; Hinweise auf Missbrauch oder Datendiebstahl gäbe es nicht. Aus Sicherheitsgründen forderte das Unternehmen seine Nutzer auf, ihre Kennwörter zu ändern. Wie viele der insgesamt über 300 Millionen Twitter-Konten von der Sicherheitslücke betroffen seien, gab das Unternehmen nicht bekannt.

## Datenschutz
Twitter sammelt personenbezogene Daten seiner Benutzer und teilt sie Dritten mit. Twitter sieht diese Informationen als einen Aktivposten und behält sich das Recht vor, sie zu verkaufen, wenn das Unternehmen seinen Eigentümer wechselt.
Im Mai 2011 händigte Twitter, vermutlich erstmals, nach einer Klage vor einem kalifornischen Gericht die IP-Adressen, Mobilfunknummern, E-Mail-Adressen und weitere Daten von mehreren Nutzerkonten an den Gemeinderat des englischen South Tyneside aus, um den Urheber von Beleidigungen gegen Ratsmitglieder zu identifizieren.
Seit Mitte Mai 2012 kann mittels des Do-Not-Track-Headerfeldes (DNT) einiger Browser das Sammeln personenbezogener Daten deaktiviert werden. Dies wurde von Mozilla, den Erfindern des DNT-Feldes, begrüßt.
Im Juli 2020 kündigte Twitter an, dass das Unternehmen keine Daten an die Behörden von Hongkong mehr weiter gäbe, während das Unternehmen das von der chinesischen Regierung auferlegte nationale Sicherheitsgesetz von Hongkong bewertete.
Im Jahr 2022 einigte sich Twitter bei einem Vergleich mit den US-Strafverfolgungsbehörden auf eine Zahlung von 150 Millionen US-Dollar, da Twitter nicht explizit dafür freigegebene E-Mail-Adressen und Telefonnummern für personalisierte Werbung nutzte.

## Nutzung und Verbreitung
Im Jahr 2022 waren weltweit 237,8 Millionen Nutzer monatlich auf Twitter aktiv. Laut ARD-ZDF-Onlinestudie nutzten 10 Prozent der Deutschen im Jahr 2020 Twitter mindestens selten, 5 Prozent mindestens einmal pro Woche und 2 Prozent täglich. Dabei entfiel der höchste Nutzeranteil jeweils auf die Altersgruppe 14 bis 29.
Zahlen für Österreich werden regelmäßig durch den Social Media Radar Austria erhoben. Demnach hatte Twitter im Mai 2015 128.505 österreichische Nutzer, wovon 41.275 schreibende Konten waren. Insgesamt existierten in Österreich 58.452 aktive Konten. Die Daten von Social Media Radar Austria basieren auf der Twitter-Programmierschnittstelle und wurden von Social Media Radar Austria mit eigens entwickelten Algorithmen extrahiert. Hierbei können nur die Nutzer richtig zugeordnet werden, die einen korrekten Wohnort in Österreich eingetragen haben. Die durch Social Media Radar Austria erhobenen Reichweiten-Zahlen entsprechen angeblich nicht der reellen Twitter-Reichweite in Österreich. Es wird vermutet, dass die tatsächliche Twitter-Reichweite in Österreich ca. 4-mal so hoch sein könnte. Die vom Unternehmen verbreiteten Reichweiten-Zahlen können über ads.twitter.com eingesehen werden.
In der Schweiz wurde X im Jahr 2023 von 740'000 Personen gelegentlich konsultiert, wie aus einer Studie der Interessengemeinschaft Elektronische Medien hervorgeht.

### Sprachversionen
Japanische Version
Am 22. April 2008 gab Twitter in seinem Blog bekannt, dass es eine Version für japanische Benutzer geschaffen habe, weil diese wichtige Anwender des Dienstes seien. Die Benutzeroberfläche blieb jedoch vollständig auf Englisch. Eine Woche nach dem Start wurde berichtet, dass die japanische Version von Twitter an Fahrt gewinne. Seit 2010 ist Japanisch konstant die zweithäufigst benutzte Sprache auf Twitter.
Weitere Sprachversionen
Im November/Dezember 2009 wurde das Benutzerinterface von Twitter nacheinander in den Sprachen Spanisch, Französisch, Italienisch und Deutsch verfügbar gemacht. Die Übersetzungen wurden durch die Mithilfe freiwilliger Übersetzer erstellt.

### Reichweitenstärkste Konten
| Rang | Besitzer          | Kontoname        | Follower (Millionen) | Aktivität                    | Land                                |
| ---- | ----------------- | ---------------- | -------------------- | ---------------------------- | ----------------------------------- |
| 1    | Elon Musk         | @elonmusk        | 195,6                | Eigentümer von Twitter       | Südafrika Kanada Vereinigte Staaten |
| 2    | Barack Obama      | @BarackObama     | 131,8                | 44. US-Präsident             | Vereinigte Staaten                  |
| 3    | Cristiano Ronaldo | @Cristiano       | 112,7                | Fußballspieler               | Portugal                            |
| 4    | Justin Bieber     | @justinbieber    | 110,3                | Musiker                      | Kanada                              |
| 5    | Rihanna           | @rihanna         | 108,2                | Musikerin und Unternehmerin  | Barbados                            |
| 6    | Katy Perry        | @katyperry       | 106,1                | Musikerin                    | Vereinigte Staaten                  |
| 7    | Narendra Modi     | @narendramodi    | 101,3                | Premierminister Indiens      | Indien                              |
| 8    | Taylor Swift      | @taylorswift13   | 95,2                 | Musikerin                    | Vereinigte Staaten                  |
| 9    | Donald Trump      | @realDonaldTrump | 89,9                 | 45. und 47. US-Präsident     | Vereinigte Staaten                  |
| 10   | Lady Gaga         | @ladygaga        | 83,0                 | Musikerin und Schauspielerin | Vereinigte Staaten                  |

Es ist zu beachten, dass Elon Musk seine eigenen Posts technisch für alle Nutzer hervorheben lässt; selbst, wenn diese ihm nicht folgen.

| Rang | Profil                 | Follower   |
| ---- | ---------------------- | ---------- |
| 1.   | Mesut Özil             | 26,22 Mio. |
| 2.   | Toni Kroos             | 12,68 Mio. |
| 3.   | Zedd                   | 7,4 Mio.   |
| 4.   | FC Bayern München      | 7,0 Mio.   |
| 5.   | Bastian Schweinsteiger | 4,9 Mio.   |

| Rang | Profil        | Follower |
| ---- | ------------- | -------- |
| 1.   | NetflixDE     | 4,2 Mio. |
| 2.   | Armin Wolf    | 641 Tsd. |
| 3.   | Peter Box     | 614 Tsd. |
| 4.   | Boris Kodjoe  | 562 Tsd. |
| 5.   | Tanja Playner | 490 Tsd. |

| Rang | Profil        | Follower  |
| ---- | ------------- | --------- |
| 1.   | Roger Federer | 12,6 Mio. |
| 2.   | CERN          | 2,5 Mio.  |
| 3.   | ICRC          | 2,2 Mio.  |
| 4.   | Sepp Blatter  | 2,1 Mio.  |
| 5.   | CSRO          | 1,8 Mio.  |

### Tweets mit höchster Reichweite
Der Tweet mit der höchsten Reichweite stammt von der Familie von Chadwick Boseman, welche mit folgenden Worten und einem Bild des Verblichenen dessen Ableben bekannt gab: „It is with immeasurable grief that we confirm the passing of Chadwick Boseman. Chadwick was diagnosed with stage III colon cancer in 2016, and battled with it these last 4 years as it progressed to stage IV…“. Am 3. April 2021 erreichte der Tweet mehr als 7,4 Millionen Likes.

### Follower-Dienste
Im Netz werden viele Aktionen angeboten, mit denen man seine Followerzahlen erhöhen kann. Der Dienst „Twittercounter“ (der von Twitter offiziell betrieben wurde) bietet Twitter-Follower gegen Geld an. Mit dem Service „Tweepi“ kann man mehreren Personen gleichzeitig folgen. Ob diese Personen dann auch zurück folgen, ist diesen freigestellt und hängt von der empfundenen Relevanz ab. Mehrfaches Folgen und Entfolgen derselben Person wird in der Regel als Spamming aufgefasst.
Forscher gingen 2013 davon aus, dass nur etwa 35 Prozent der „Follower“ eines durchschnittlichen Twitternutzers reale Personen sind, während der Rest aus sogenannten „Socialbots“ besteht, Computerprogrammen, die sich als reale Personen tarnen.

### Öffentliche Institutionen
Die Zwecke, für die Twitter über die individuelle Kommunikation hinaus genutzt wird, sind vielfältig. Öffentliche Einrichtungen stellen Informationen bereit; z. B. unterhält die US-Weltraumbehörde NASA X-Feeds zu diversen Projekten; es wurden auch Feeds vom Weltraum aus bedient. Das Los Angeles Fire Department verwendete den Service zur Informationsverbreitung während der Waldbrände in Südkalifornien 2007.
In der Hochschullehre wurden Erfahrungen zum Einsatz von Twitter für Wissenschaftskommunikation und Lehre gesammelt. Einzelne Universitäten verteilten Informationen an ihre Studenten und nutzen Twitter zur Bewertung der Lehre. Wissenschaftler nutzten Twitter während Konferenzen, um abwesende Kollegen zu informieren.
Angesichts der zunehmenden Radikalisierung des Diskurses bei X kündigten mehr als 60 Hochschulen und Forschungsinstitutionen des deutschsprachigen Raumes ihren Abschied von X an. Sie schrieben zur Begründung, die Ausrichtung der Plattform widerspreche den Grundwerten der Hochschulen wie Weltoffenheit und wissenschaftliche Integrität.

### Privatwirtschaft
Unternehmen nutzen X, um Produktinformationen bereitzustellen und mit ihren Kunden zu kommunizieren. Das Mikro-Blogging dient dabei als Marketing- und Marktforschungsinstrument zur Produkt- und Unternehmensentwicklung.
So hat es beispielsweise Microsoft geschafft, erfolgreich einen Supportkanal für seine Spielkonsole Xbox zu etablieren. Ein firmeneigenes Team durchsucht Twitter mit Monitoring Tools automatisch auf relevante Schlüsselwörter, die mit der Xbox zu tun haben. Daraufhin wird aktiv reagiert, wenn ein Nutzer eine Frage oder ein Problem hat und dies in seinem eigenen X-Profil kundtut. Microsoft kontaktiert diese Benutzer dann direkt und bietet Hilfestellung an.

### Massenmedien
Nachrichtenagenturen sowie renommierte Medien wie die BBC und das ZDF nutzen den Dienst ebenfalls. Durch seinen Kurznachrichtencharakter sind Hinweise auf aktuelle Ereignisse bei Twitter oft schneller zu finden, als redaktionell bearbeitete Medien dies leisten könnten. Beispiele sind die Notwasserung von US-Airways-Flug 1549 oder der Amoklauf von Winnenden und Wendlingen. An letzterem zeigte sich jedoch auch, dass die Unmittelbarkeit der Nachrichtenübertragung per Twitter dazu führen kann, dass unüberprüfbare Falschmeldungen und Gerüchte multipliziert werden.
Google News hat bestimmten X-Benutzern dieselbe Priorität hinsichtlich von Nachrichten wie kleineren Zeitungen zugeteilt, und deren „Aktualisierungen“ erscheinen gelegentlich auf der US-amerikanischen Version von Google News. Technorati durchsucht die aktuellen Einträge nach Auswertbarem, OneRiot hat sich auf Twitter und vergleichbare Dienste spezialisiert.
Der Hessische Rundfunk entschied bereits Ende 2024, X zu verlassen. Nur wegen der vorgezogenen Bundestagswahl 2025 werde der Account noch bis zum Wahldatum fortgeführt, danach aber aufgegeben.

### Politik
Im politischen Raum wird X ebenso eingesetzt; so hielt zum Beispiel das Wahlkampfteam von Barack Obama im Jahre 2008 alle Helfergruppen mit Kurznachrichten „online“. So kommunizierten die Wahlkampfteams des US-Präsidentschaftskandidaten Barack Obama per Twitter. Auf dem Parteikonvent 2008 der Demokraten kam Twitter verstärkt zum Einsatz. US-Präsident Donald Trump (bzw. Personen aus seinem Team) twitterte praktisch täglich und steuerte damit die Wahrnehmung zentraler Positionen der amerikanischen Regierung weltweit.
Aufgrund der Diskussion über den Obama-Wahlkampf versuchten Medien-Institute, im Vorfeld des Bundestagswahlkampfes 2009 auf sich aufmerksam zu machen. So hat eine Studie von Nielsen Media Research die gefälschten und tote Konten nicht aussortiert und danach die Twitter-Stärke der Parteien bewertet. Durch die Auswertung von Hashtags kann ein politisches Stimmungsbild der Benutzer von Twitter wiedergegeben werden.
Politische Aktivisten koordinierten Straßenproteste gegen einen Parteitag der US-Republikaner in Minneapolis/St. Paul.
Im Rahmen der Wahlen im Iran 2009 erwies sich Twitter als wichtiges Instrument der Opposition. So konnten Anhänger von Mir Hossein Mussawi trotz Internet-Zensur der iranischen Regierung Informationen weltweit verbreiten, die Sender wie die ARD, das ZDF oder verstärkt der US-Fernsehsender CNN ihrerseits für Berichte nutzten. Es wurde jedoch kritisiert, dass Nachrichtendienste zunehmend die Berichterstattung via Twitter beeinflussen wollten.
Ein systematischer Literaturüberblick zeigt, dass Twitter während einer Reihe sozialer und politischer Bewegungen eingesetzt wurde: 2007 WikiLeaks, 2009 Moldau, 2009 Österreichische Studentenproteste, 2009 Israel-Gaza, 2009 Arabischer Frühling, 2009 Toronto G20, 2010 Venezuela, 2010 Stuttgart 21 Deutschland, 2011 Ägypten, 2011 England, 2011 USA Occupy Wall Street, 2011 Spanien, 2011 Griechenland, 2011 Italien, 2011 USA Wisconsin, 2012 Israel Hamas, 2013 Brasilien, 2013 Türkei.

#### Politik in Deutschland
Zahlreiche deutsche Spitzenpolitiker haben X-Konten. Der erste Wahlkampf in Deutschland, in dem Twitter seinen Einsatz fand, war der vor der hessischen Landtagswahl 2009, in der alle großen Parteien eigene Twitter-Seiten hatten, etwa die CDU mit einem Blog sowie der SPD-Spitzenkandidat Thorsten Schäfer-Gümbel mit einem personalisierten Twitter-Konto.
Anlässlich der Bundesversammlung 2009 wurden verschiedene Textnachrichtendienste genutzt, um vorab das Ergebnis der Wahl des Bundespräsidenten zu streuen. So wurden bereits ab 14:00 Uhr SMS mit dem Auszählungsergebnis versendet, um 14:15 Uhr twitterte dann der SPD-Abgeordnete Ulrich Kelber das Ergebnis. Gegen 14:18 Uhr veröffentlichte die CDU-Abgeordnete Julia Klöckner, die überdies in der Stimmauszählungskommission saß, das Resultat der Wahl. Die frühzeitige Bekanntgabe des Wahlergebnisses über Twitter führte zu heftigen Diskussionen in Kreisen des Bundestages. Die SPD verlangt deshalb, im Bundestag die Einrichtung von Störsendern zu prüfen. Bei Wahlen für die Landtage im Saarland, in Sachsen und Thüringen gelangten Wahlprognosen vor der Schließung der Wahllokale mittels Twitter an die Öffentlichkeit. Die veröffentlichten Zahlen unterschieden sich nicht maßgeblich von denen, die um 18 Uhr in der ARD und im ZDF veröffentlicht wurden. Durch diesen Sachverhalt entstand die Diskussion um eine mögliche Beeinflussung und entsprechende Ungültigkeit der Wahlen.
Verschiedene Politiker in Deutschland wie Robert Habeck, Jens Spahn oder auch Kevin Kühnert beendeten ihr Twitter-Konto. Nach der Übernahme von Twitter durch Elon Musk kündigte der niedersächsische Ministerpräsident Stephan Weil (SPD) die Löschung seines Kontos an.

### Pornografie
Twitter erlaubt pornografische Inhalte, die als „Inhalte für Erwachsene“ definiert sind, sofern sie als „sensibel“ gekennzeichnet sind und nach einem einfachen Klick abgerufen werden können.
Die Nutzungsbedingungen von Twitter schließen die Haftung des Unternehmens für pornografische Inhalte aus: „Sie sind für Ihre Nutzung der Dienste und für Inhalte, die Sie bereitstellen, einschließlich der Einhaltung der geltenden Gesetze, Regelungen und Verordnungen, verantwortlich.“

### Kulturbereich
In einer im Herbst 2009 durchgeführten Umfrage unter Twitter-Nutzern, die im Kulturbereich tätig sind, meinten 84 Prozent, dass Kultureinrichtungen Twitter erfolgreich für Marketing und Werbung einsetzen können, jedoch nur 45 Prozent, dass Twitter verstärkt Teil des Kulturschaffens werden sollte, also z. B. in Form einer Twitter-Oper (wie in der Londoner Royal Opera aufgeführt). Als Hauptgründe für die Twitter-Nutzung wurde angegeben, dass man durch Twitter zu kulturellen Ereignissen besser informiert ist und neue Kontakte zu Kulturschaffenden gewonnen habe. Über 40 Prozent der Befragten gaben an, dass zur Pflege ihrer kulturellen Interessen Twitter unverzichtbar geworden sei.
Zudem kann Twitter als Analyseinstrument für Kinoerfolge dienen. Wissenschaftler des HP-Labs in Palo Alto haben verschiedene Algorithmen entwickelt, mit deren Hilfe man mit einer Genauigkeit von über 95 Prozent die Besucherzahlen am Startwochenende eines neuen Kinofilms berechnen kann.
Zahlreiche einflussreiche Persönlichkeiten haben nach der Übernahme von Twitter durch Elon Musk 2022 ihre Twitter-Aktivitäten beendet, darunter Künstler und Musiker wie Jack White, Toni Braxton, Trent Reznor, Moby und Elton John, Schauspieler wie Jim Carrey, Laura Benanti und Whoopi Goldberg, Model Gigi Hadid und Schriftsteller Stephen Fry.

### Twitterertreffen
Seit es Twitter in Deutschland gibt, treffen sich regelmäßig Nutzer der Plattform auch im „realen Leben“. Eine Zeit lang gab es fast in jeder Großstadt einen Twitter-Stammtisch, teilweise unter Namen „Pl0gbars“. Zu den größten regelmäßigen Treffen dieser Art gehört die letztmals 2018 unter dem Namen „#twerlin“ organisierte Zusammenkunft. In der Regel kommen bei solchen Treffen Nutzer einer bestimmten Blase zusammen, um im lockeren Rahmen über die Plattform Twitter zu diskutieren. Noch einen Schritt weiter gingen die Veranstalter des im Sommer 2019 in Krefeld ausgerichteten Twitter-Festivals („Twytter-Festiv@l“), bei dem Künstler, die zur deutschsprachigen Twitter-Szene gehören, auftraten, darunter Kathrin Weßling, MC Smook, Johannes Floehr, Tereza Hossa, Krieg und Freitag sowie Worst of Chefkoch. Die Erlöse des Festivals, zu dem 350 Zuschauer kamen, wurden an Sea-Watch gespendet (ca. 3100 Euro).

### Missbrauch und Spamming
Twitter kann durch Spamming für Werbung missbraucht werden. Darunter fallen unter anderem die Publikation einer großen Anzahl von Links sowie das Folgen von Profilen unbekannter Personen mit dem Zweck, dass diese auch den Tweets des Spammers folgen (englisch aggressive following). Die Trendthemen werden von Spammern missbraucht, indem sie ihre Meldungen automatisch mit Begriffen aus den aktuellen Trendthemen versehen. Ziel des Spammings kann es zum Beispiel sein, durch zahlreiche Wiederholungen eigene Trendthemen zu erstellen, Google-Suchergebnisse zu beeinflussen und/oder die Werbemeldungen glaubwürdiger erscheinen zu lassen, da viele verschiedene (in Wirklichkeit ‚gefakte‘) Konten diese Werbebotschaft senden. Das Forschungsvorhaben „Truthy Projekt“ an der Indiana University hat das Ziel zu erforschen, wie in Twitter Meinungskampagnen durch Spamming organisiert werden. Es ist einfach, das Erstellen von X-Profilen bei dubiosen Dienstleistungsunternehmen zu kaufen. Mitunter kommt es vor, dass Agenturen ohne das Wissen ihrer Kunden Follower kaufen. Zudem sind Fälle bekannt, in denen Unternehmen oder Organisationen X-Follower für deren Wettbewerber kaufen, um deren Reputation zu schädigen.
Anfang Januar 2011 wurde bekannt, dass das US-Justizministerium mittels einer Subpoena von Twitter die Herausgabe sämtlicher Benutzerdaten prominenter WikiLeaks-Unterstützer gefordert hatte. Ob und inwieweit Twitter dem Folge leistete, ist unklar.
Im April 2013 wurde bekannt, dass der britische Technologie-Pionier Kevin Ashton für die Erstellung eines bis dahin als „echt“ geltenden mexikanischen „Social Media“-Gurus namens „Santiago Swallow“ verantwortlich ist. Die virtuelle Internetpersönlichkeit „Santiago Swallow“ hatte etwa 90.000 Twitter-Follower und verfügte über eine glaubhaft scheinende Biographie auf der englischsprachigen Wikipedia. Kevin Ashton bezeichnete die Einrichtung dieser Kunstfigur als Versuch darzustellen, dass die Anzahl der Twitter-Follower nichts darüber aussagt, wie glaubwürdig die Person ist, der gefolgt wird.
2015 räumte Twitter-Chef Dick Costolo ein, die Plattform habe zu wenig gegen Cyber-Mobbing durch Twitter-Nutzer und Hass-Tweets unternommen, und kündigte konkrete Maßnahmen gegen diese Probleme an. Costolo übernahm die volle persönliche Verantwortung für das Problem und erklärte, für den schlechten Umgang Twitters damit gebe es keine Entschuldigung. Bei der Bekämpfung von Trollen bestehe Nachholbedarf.

### Hackerangriff
Mitte Juli 2020 hatten sich Hacker Zugriff auf die Administrationsoberfläche von Twitter verschafft und dadurch mehrere Twitter-Konten von berühmten Personen, darunter Bill Gates, Barack Obama, Elon Musk sowie den Unternehmen Apple und Coinbase gehackt. Mit den gehackten Benutzerkonten wurde über eine vermeintliche Spendenaktion mit Zahlung über Bitcoin getwittert. Twitter, Inc. reagierte nach etwa drei Stunden auf dieses Ereignis und deaktivierte für manche Konten die Funktion zu schreiben oder das Passwort zurückzusetzen.

## Rezeption
Am 8. Januar 2010 hat die American Dialect Society den Begriff tweet zum Word of the Year 2009 gewählt; das Wort ist seit 2013 im Duden verzeichnet.
Die Psychologin Tracy Alloway von der University of Stirling in Schottland stellte im September 2009 die These auf, das soziale Netzwerk Facebook mache seine Nutzer klüger, der Mikroblogging-Dienst Twitter hingegen dümmer. Während Facebook das Arbeitsgedächtnis erweitere und deshalb auch die Intelligenz fördere, bewirke Twitter das Gegenteil. Allerdings wurde diese These bislang nicht bestätigt.
Medienberichte, nach denen Forscher der University of Southern California einen Verfall von Moral und Empathie der Nutzer von Twitter und Facebook festgestellt hätten, stellten sich als falsch heraus.
Kurznachrichtendiensten wie Twitter, die zu Demonstrationen aufrufen und vor Polizeiaktionen warnen, wird seit der Revolution in Tunesien 2010/2011 wie anderen sozialen Netzwerken eine wichtige Rolle bei der Organisation politisch motivierter Protestgruppen zugeschrieben. Kritiker halten die Gewichtung zwar für übertrieben, mussten aber eingestehen, dass solche Dienste insbesondere dort, wo klassische Medien unter Zensur leiden, die einzige Möglichkeit darstellen, unbeeinflusst zu berichten. Unstrittig sei dagegen, dass durch Twitter und Facebook vor allem junge Menschen motiviert werden, sich an Protestkundgebungen zu beteiligen.
Twitter wurde zu einem Motiv in der Popkultur. So findet sich beispielsweise in der Episode 7.13 der US-amerikanischen Arztserie Grey’s Anatomy eine Szene, in der eine Assistenzärztin die Schnitte ihrer Vorgesetzten während einer Operation twittert und dadurch Lösungsansätze für ein Problem erhält. In der Episode 3.18 der Fernsehserie Castle fragt ein verdächtiger Fan einer Fernsehserie während eines Verhörs, ob sie kurz den Tod der Hauptdrehbuchautorin twittern dürfe.
In der Literatur ist im Jahr 2009 bei Penguin Books in London von Alexander Aciman & Ement Rensin das Buch Twitterature. The World’s Greatest Books Retold Through Twitter erschienen. In dem 146-seitigen Bändchen werden 60 Bücher mit jeweils maximal 20 Tweets dargestellt.
Yassin Musharbash schrieb im April 2013 einen Essay über die Rolle bzw. die Auswirkungen von Twitter in den Tagen nach dem Anschlag auf den Boston-Marathon, während sich der Botschafter von Tschechien darüber beklagte, dass in Twitter-Meldungen militärische Schläge gegen sein Land gefordert wurden, weil die Autoren der Tweets es offenbar mit Tschetschenien verwechselt hatten.
Im März 2021 publizierte der Biologe Tobias Pfingstl, Universität Graz, dass er auf einem Twitterbeitrag eines Fischers und Hobbyfotographen aus Japan auf einem Bild eine neue Art Hornmilbe entdeckt, später mikroskopiert und nach dem Blog Ameronothrus twitter benannt hat. Eine zweite 2022 ebenfalls via Bild auf Twitter von ihm entdeckte Art benannte er im Juni 2022 Ameronothrus retweet.

## Kritik
Die Verbindung zum sozialen Netzwerk LinkedIn wurde im Juni 2012 beendet. Damit hat Twitter erstmals den Zugriff eines Mitbewerbers auf seine API aktiv eingeschränkt. Nutzer können keine Tweets mehr innerhalb ihres LinkedIn-Profils lesen oder versenden. Als Grund für diese Entscheidung wurde angeführt, Twitter wolle Nutzer stärker an seine eigenen Apps binden, um ein konsistenteres „Erlebnis“ zu bieten.
Im August 2012 wurde bekannt, dass Twitter den Zugriff auf seine API-Schnittstelle weiter einschränkt. Grund dafür war die Aktualisierung der API auf Version 1.1, die ausschließlich noch authentifizierte Abrufe ermöglicht und deren Zahl auf maximal 350 je Stunde beschränkt. Twitter wollte auf diesem Weg besonders Dienste für professionelle Nutzer und Unternehmen stärken, schränkte damit aber gleichzeitig die Unterstützung dritter Twitter-Apps massiv ein. Da die hauseigenen Apps teilweise nicht den gleichen Funktionsumfang aufwiesen und recht instabil waren, wurde diese Entscheidung massiv kritisiert.
Da Twitter unter anderem durch Twitter-Clients bekannt wurde, fühlen sich vor allem Entwickler, die schon früh Apps für Twitter entwickelt haben, durch diese Änderungen benachteiligt. Viele Entwickler haben daraufhin die aktive Entwicklung ihres Twitter-Clients aufgegeben.
Im November 2012 hat der Jüdische Studentenverband Frankreichs in Paris Anzeige gegen das Unternehmen erstattet. Grund dafür sind antisemitische Tweets. Der Verband wirft Twitter vor, nicht ausreichend gegen solche Tweets aktiv zu werden, und verlangt insbesondere die Herausgabe der Adressen der entsprechenden Nutzer nach richterlichem Beschluss. Twitter fordert dafür aber unter Berufung auf die durch die Verfassung der Vereinigten Staaten garantierte Meinungsfreiheit den Beschluss eines US-amerikanischen Richters.
Nach Ansicht von Eric Posner (Professor für Internationales Recht an der University of Chicago) führt Twitter dazu, dass sich die Nutzer untereinander entfremden, während sie mit Werbeanzeigen berieselt werden. In der nichtvirtuellen Welt seien Menschen darauf bedacht, kontroverse Meinungsäußerungen auf eine vorsichtige und respektvolle Art zu tätigen. Auf Twitter hingegen suchten sie den Glücksschub, wenn ihr Tweet gelikt oder retweetet wird. Sie würden zudem Tweets retweeten, die ihre eigenen Überzeugungen bestätigen. Deshalb werden Tweets regelmäßig dezidiert abfällig oder im Tonfall der Empörung verfasst, um Gleichgesinnte effektiver zu erreichen. Dabei vergessen die Menschen aber, dass auch Menschen, die nicht jede einzelne Ansicht teilen, solche Tweets lesen können. So käme es zu Missverständnissen und Anfeindungen, die auch in die nichtvirtuelle Welt hineinreichen könnten.
Im November 2017 wird Twitter in den Veröffentlichungen der Paradise Papers aufgelistet.
2019 wurde kritisiert, dass Twitter Beiträge verschiedener Benutzerkonten weniger sichtbar macht. Die Maßnahmen reichen dabei von fehlender Auto-Vervollständigung des Nutzernamens in der Suche bis hin zu einem völligen Verstecken der eigenen Kommentare vor anderen, die einem nicht folgen. Twitter benachrichtigt weder Betroffene, noch veröffentlicht das Unternehmen Gründe und Algorithmen, die über diese Maßnahmen entscheiden. Von Kritikern wurden diese Maßnahmen als „Shadowbans“ (aus dem Englischen shadow bans) bezeichnet. Da die Beiträge betroffener Nutzer im schlimmsten Fall jedoch nicht völlig unsichtbar sind, sondern bei aktivem Aufrufen der Benutzerseite eingesehen werden können, widersprechen Medien und auch Twitter selbst dieser Bezeichnung.
Waren bis zur Übernahme durch Elon Musk wahrheitswidrige Aussagen von besonders populären Benutzern durch Twitter entsprechend gekennzeichnet worden, ist dies seitdem nicht mehr der Fall. Musk hatte angekündigt, Twitter zu einer Plattform der Redefreiheit zu machen. Er ließ nach der Übernahme eine Reihe von Benutzerkonten löschen, die ihn kritisierten und parodierten. Musk ließ außerdem Benutzerkonten von Personen reaktivieren, die vorher wegen der Verbreitung von Falschinformationen gesperrt worden waren. Musk trat aus einem gemeinsam beschlossenen Verhaltenskodex von 40 Internet-Unternehmen gegen Desinformation aus. Daraufhin nahm nach Musks Übernahme der Anteil an Falschinformationen und Desinformation u. a. durch Russland auf Twitter stark zu. Gemäß EU-Kommissarin Věra Jourová ist X die Plattform mit dem höchsten Anteil an Falschinformationen oder Desinformation. Unter anderem kam es zu einem massiven Anstieg der Klimawandelleugnung auf der Plattform und aggressiver Angriffe auf Klimaforscher. Die Zahl an Tweets, in denen der Klimawandel geleugnet wurde, verdreifachte sich auf rund 110.000 Tweets pro Woche. Im Oktober 2023 leitete die EU-Kommission ein Verfahren gegen das Unternehmen ein, da nach dem Terrorangriff der Hamas auf Israel zahlreiche falsche oder irreführende Meldungen und Videos auf X verbreitet worden waren.
Am 16. Dezember 2022 sperrte Twitter die Konten mehrerer US-amerikanischer Journalisten, die zuvor über das Konto elonjet berichtet hatten. Auf dem Konto wurden frei zugängliche Daten zu Flugbewegungen von Elon Musks Privatflugzeug veröffentlicht. Musk begründete den Schritt damit, dass Doxxing-Regeln für Journalisten genauso gelten würden wie für alle anderen. Die Sperren wurden am darauffolgenden Tag wieder aufgehoben. Die Vizepräsidentin der Europäischen Kommission Věra Jourová drohte Twitter aufgrund der Sperrungen mit Sanktionen. Das Auswärtige Amt kritisierte den Schritt mit den Worten „Pressefreiheit darf nicht nach Belieben ein- und ausgeschaltet werden“.
Die Veränderungsmaßnahmen hinsichtlich der Entwicklung von Twitter, dem Umgang mit verifizierten Konten und Aussagen von Elon Musk selbst führten seit der Übernahme mehrfach zu Kritik am Social Network und der Ankündigung vieler Nutzer, Twitter zu verlassen. Zwei Monate nach der Übernahme konnte die Twitter-Alternative Mastodon 2,5 Millionen neue Nutzer gewinnen – von denen im Januar noch 1,4 Millionen weiterhin aktiv waren. Das vom ehemaligen Twitter-Chef Jack Dorsey initiierte dezentrale Social-Media-Netzwerk Bluesky hat nach seinem Start im Februar 2023 über ein System mit begrenzten Einladungen rund 40.000 Mitglieder gewonnen, darunter prominente Twitter-Nutzer wie das Model Chrissy Teigen, der Regisseur James Gunn und die US-Abgeordnete Alexandria Ocasio-Cortez. Bis Ende des Jahres 2024 wuchs Bluesky auf mehr als 25 Millionen Nutzer an. Einer im Mai 2025 veröffentlichten Studie des Pew Research Center zufolge sind zahlreiche Online-Persönlichkeiten, die zuvor teils unter lauten Protesten zu Bluesky gewechselt waren, weiter auf X aktiv.
Anfang 2024 wandte sich das Aktionsbündnis neue soziale Medien gegen die Nutzung der X-Plattform an den Hochschulen und forderte dazu auf, verstärkt bei Mastodon und anderen Diensten des Fediverse aktiv zu werden. Der Appell richtete sich an die Hochschulrektorenkonferenz (HRK), wobei festgestellt wurde, „dass die Art und Weise wie die großen Social-Media-Plattformen betrieben werden, eine ernste Gefährdung unseres demokratischen Gemeinwesens darstellt.“ Verschiedene Organisationen der digitalen Zivilgesellschaft haben sich dem Appell angeschlossen wie AlgorithmWatch, Cyber4Edu, Digitalcourage, Forum Informatik für Frieden, Open Knowledge Foundation Deutschland, Teckids, Topio, Wechange und Wikimedia Deutschland.
Das Auswärtige Amt deckte auf, dass zwischen 20. Dezember 2023 und 20. Januar 2024 von Russland gesteuert mehr als 50.000 gefälschte Nutzerkonten mehr als eine Million Tweets gegen die deutsche Bundesregierung und deren Unterstützung für die Ukraine verbreiteten.
Laut eines Artikels bei RND schlug X neuen Nutzern am US-Wahltag fast nur Pro-Trump-Inhalte vor.
Am 17. November 2024 verließen zahlreiche österreichische Prominente X in einer konzertierten Aktion (Hashtag #eXit). Die Initiative kam von ORF-Fernsehmoderator Armin Wolf. Wolf hatte einen der einflussreichsten Accounts in Österreich und über 600.000 Follower. Wolf schrieb, X sei toxisch geworden, seitdem Elon Musk 2022 Twitter kaufte. Irre hätten X überflutet, Propaganda-Bots, Neonazis, Rassisten, Sexisten, Incels und Verschwörungs-Paranoiker. Deren Inhalte seien durch den Algorithmus nach oben gedrängt worden. In den letzten Jahren habe sich X „täglich immer weiter radikalisiert“. Es sei „giftig, voller Lügen, aggressiv und deprimierend“ geworden. Musk selbst sei dabei wie der „Über-Troll“ aufgetreten und habe auch Verschwörungstheorien verbreitet. Wolf und viele andere genervte X-Nutzer sind zu Bluesky gewechselt.
Das Internationale Auschwitz Komitee gab am 21. November 2024 bekannt,
ab sofort X nicht mehr zu nutzen. Exekutiv-Vizepräsident Christoph Heubner betonte, Überlebende des Holocaust empfänden die toxische Weltinterpretation von Elon Musk und seine Demokratieverachtung als zunehmend bedrohlich und auch den nicht nur antisemitischen Hass, der sich auf X immer mehr ausbreite. Heubner nannte X eine „Kommunikationsmaschinerie […], in der verbale Gewalt, Zynismus und Lüge immer dreister und alltäglicher werden“.
Am 2. Dezember 2024 veröffentlichten mehrere deutsche Prominente, Schriftsteller und Einrichtungen einen offenen Brief, in dem sie ihren Rückzug von X verkündeten. Zu den Unterzeichnern gehören die Moderatorin Dunja Hayali, die frühere Berliner Staatssekretärin Sawsan Chebli und der Chefredakteur des Internetportals FragDenStaat Arne Semsrott. Auch die Gedenk- und Bildungsstätte Haus der Wannsee-Konferenz sowie das Jüdische Museum München schlossen sich dem Brief an. Der Sammelausstieg wurde initiiert von dem Schriftsteller Max Czollek und dem Autor Jan Skudlarek. In dem Brief heißt es, dass X seit der Übernahme durch Musk „ein toxischer Ort“ geworden sei, eine „Brutstätte von Rechtsextremismus, Wissenschaftsleugnung, Hass und Verschwörungserzählungen“ sowie „ein Ort der Zensur, des Rassismus, Antisemitismus und des rechten Agendasettings“. Die Unterzeichner kündigten an, ihre Profile löschen oder ruhen zu lassen und auf anderen Plattformen aktiv zu sein. Nach der US-Wahl 2024 hatte auch die britische Zeitung The Guardian ihren Rückzug erklärt. Mehrere deutsche Fußballvereine wie der FC St. Pauli, der SC Freiburg oder Werder Bremen sowie Einrichtungen wie die Antidiskriminierungsstelle des Bundes, mehrere Staatsanwaltschaften und die Berliner Verkehrsbetriebe verließen die Plattform X.
Auch die meisten deutschsprachigen Universitäten verließen die Plattform X. Nach dem Verlassen zahlreicher prominenter Konten haben das ZDF sowie die Arbeiterkammer auch ihren X-Account stillgelegt.

## Zensur- und Sperrmaßnahmen
Am 26. Januar 2012 kündigte Twitter in einem Blogbeitrag an, dass künftig Tweets gefiltert würden, sofern sie Inhalte verbreiten, die in bestimmten Staaten gegen geltendes Recht oder gesellschaftliche Konventionen verstießen. Nachdem Elon Musk Twitter übernommen hatte, wurden zeitweise Beiträge unterdrückt, die den Begriff Substack beinhalteten. Man konnte solche Beiträge weder liken oder teilen, noch konnte man nach Tweets mit diesem Begriff suchen. In diesem Zusammenhang wurde die Sichtbarkeit von Matt Taibbi, der zuvor noch im Auftrag Musks die sogenannten Twitter Files veröffentlicht hatte, zeitweise eingeschränkt.
Im Sommer 2023 klagte Twitter gegen die gemeinnützige Organisation Center for Countering Digital Hate (CCDH) mit dem Vorwurf, „falsche Behauptungen aufzustellen und Werbekunden zu ermutigen, ihre Investitionen auf der Plattform zu stoppen.“

### Vereinigte Staaten
Am 26. Mai 2020 versah Twitter erstmals zwei Tweets von Donald Trump mit Warnhinweisen. Wer darauf klickte, wurde auf eine von Twitter eigens erstellte Seite mit der Überschrift „Trump makes unsubstantiated claim that mail-in ballots will lead to voter fraud“ („Trump behauptet unbelegt, dass Briefwahlzettel zu Wahlbetrug führen werden.“) weitergeleitet. Nach der Tötung von George Floyd am 25. Mai 2020 kam es in einigen Städten zu Ausschreitungen und Plünderungen. Trump twitterte Ende Mai „When the looting starts, the shooting starts“ (etwa „wenn das Plündern beginnt, beginnt das Schießen“). Twitter schrieb, dieser Tweet verstoße gegen Twitter-Regeln zum Thema Gewaltverherrlichung. Man lasse den Tweet zugänglich, weil möglicherweise ein öffentliches Interesse daran bestehe. Er lässt sich durch Anklicken wieder anzeigen. Allerdings können Nutzer den Beitrag nicht mehr mit „Gefällt mir“ markieren (liken), darauf antworten oder ihn kommentarlos teilen. Twitter-Konkurrent Snapchat nahm diesen Tweet zum Anlass für die Ankündigung, Trumps Konto nicht mehr zu bewerben.
Nach dem Sturm auf das Kapitol in Washington am 6. Januar 2021 kündigte Twitter zunächst an, das Konto von Trump für zwölf Stunden zu sperren, zeitgleich kündigten soziale Netzwerke wie Facebook an, Trumps Benutzerkonten mindestens bis zu seinem Ausscheiden aus dem Präsidentenamt zu sperren. Zwei Tage später teilte Twitter am 8. Januar 2021 mit, dass Trumps Benutzerkonto aufgrund des „Risikos einer weiteren Anstiftung zu Gewalt“ dauerhaft gesperrt werde, unter anderem um einen geplanten zweiten Angriff auf das Kapitol am 17. Januar 2021 zu verhindern. Nachdem Elon Musk Aktionär von Twitter wurde, kündigte dieser an, den Ausschluss von Trump auf Twitter rückgängig machen zu wollen. Am 20. November 2022 wurde Trumps Konto nach einer nicht repräsentativen Abstimmung unter Nutzern wieder freigegeben.
Im November 2022 wurden zahlreiche Content-Moderatoren entlassen, weshalb Fachleute vor zunehmenden inakzeptablen Inhalten in dem Netzwerk warnten.
Im Präsidentschaftswahlkampf 2024 soll es mehrfach zu Unstimmigkeiten um die Accounts der demokratischen Kandidatin Kamala Harris und ihrer Unterstützer gekommen sein. So soll ihr Account auf der Plattform zwischenzeitlich nicht mehr über die Suchleiste auffindbar gewesen sein. Zudem sei die Funktion des Folgens für den Account unmöglich gewesen. Ende Juli 2024 sperrte X den Account „White Dudes for Harris“, der in einer Spendenaktion unter Nutzern der Plattform zuvor 4 Millionen US-Dollar zur Unterstützung des Wahlkampfs eingeworben hatte.

### Deutschland
Am 18. Oktober 2012 wurde zum ersten Mal ein Twitter-Konto in einem einzelnen Land gesperrt. Auf Anfrage der Polizei Hannover sperrte Twitter das Konto „@hannoverticker“, weil es von einer verbotenen Neonazi-Gruppierung betrieben wurde. Die Sperrung ist ausschließlich in Deutschland aktiv – in anderen Ländern ist das Konto nach wie vor aufrufbar.
2015 meldete Newsweek mit Bezug auf Twitters halbjährlichen Transparenzbericht, Deutschland belege im zweiten Halbjahr 2014 hinter der Türkei und Russland Platz drei bei staatlichen und staatlich sanktionierten Löschanträgen. Anträge aus der Türkei (477 im Berichtszeitraum) bezögen sich in der Regel auf angebliche Verletzungen der Persönlichkeitsrechte von Privatpersonen oder Regierungsbeamten, Anträge aus Russland (91) reichten von der Löschung von Werbung für illegale Drogen bis zu Versuchen, nicht-gewalttätige Demonstrationen zu unterdrücken. Die meisten Anträge aus Deutschland (43) bezogen sich auf hassfördernde und diskriminierende Inhalte. 37 Prozent der deutschen Anträge sei entsprochen worden, gegenüber etwa 13 Prozent in den anderen beiden Ländern. Im Vergleich zum vorangegangenen Halbjahr sei die Zahl der Anträge weltweit um 84 Prozent angestiegen.
Im August 2017 schrieb der Satiriker Shahak Shapira mit Sprühkreide 30 von Twitter trotz Aufforderung nicht gelöschte Hass-Tweets auf die Stufen vor Twitters Deutschland-Zentrale. Im Rahmen eines sechsmonatigen Experiments hatte er zuvor über 300 solcher Tweets gemeldet, wobei Twitter auf lediglich neun seiner Meldungen mit einer Absage reagierte und die restlichen Meldungen unbeantwortet ließ. Das Projekt sorgte für weltweites Aufsehen und inspirierte Nachahmer zu einem Protest mit Projektionen vor Twitters Hauptsitz in San Francisco. In Interviews erklärte Shapira, sein Projekt fordere keine Zensur, sondern sei lediglich eine Kritik an Twitters nachlässiger Durchsetzung seiner eigenen Richtlinien. Den Vorwurf des Vandalismus wies er zurück, weil die Verwendung von Kreidespray auf öffentlicher Straße in Deutschland legal sei. Justizminister Maas forderte Twitter auf, mehr gegen Hassrede zu unternehmen. Twitter reagierte nicht.
Im Sommer 2020 wurden rechtsextreme Konten der Identitären Bewegung gesperrt. Zuletzt waren der Seite 30.000 Twitter-Nutzer gefolgt. Mit diesem Schritt stellte sich auch Twitter gegen das rechtsextreme Gedankengut. Facebook und Instagram hatten diese Gruppierung schon lange zuvor von ihren Plattformen verbannt.
Im November 2023 betrieb X weiterhin den internationalen Account der zuvor in Deutschland verbotenen antisemitischen und antiisraelischen Organisation Samidoun. Dies war zuvor von Bundesinnenministerin Nancy Faeser untersagt worden. Der Account von Samidoun Deutschland wurde hingegen verbotsgemäß gesperrt.

### Weitere Länder
- Türkei: In der Nacht vom 20. auf den 21. März 2014 ließ die Regierung der Türkei den Zugang zu Twitter sperren. Wer seither in der Türkei Twitter erreichen will, gelangt auf eine Seite mit einer offiziellen Stellungnahme der türkischen Aufsichtsbehörde für Telekommunikation mit der Information, dass der Kurznachrichtendienst gesetzlich gesperrt sei.[238] Der damalige türkische Ministerpräsident Recep Tayyip Erdoğan hatte somit seine Drohung wahr gemacht, dieses soziale Netzwerk zu sperren. Die Reaktionen der internationalen Gemeinschaft „seien ihm egal“.[239] Erdoğan sagte außerdem, dass dies nichts mit „Unterbindung der Meinungsfreiheit“ zu tun habe. Das Eindringen ins Privatleben oder das Ausspionieren von Staatsgeheimnissen durch soziale Netzwerke sei von der Meinungsfreiheit nicht gedeckt. Bereits Anfang März 2014 hatte Erdoğan mit dem Verbot von YouTube und Facebook gedroht.[238] Nach der Sperrung erklärte ein Pressesprecher der türkischen Regierung gemäß der türkischen Tageszeitung Hürriyet und der Nachrichtenagentur Reuters, dass die Verantwortlichen bei Twitter mehrere Gerichtsbeschlüsse ignoriert hätten, welche die Entfernung von verschiedenen Links bzw. Inhalten angeordnet hatten.[238] Twitter hat sich nicht zu dieser Sperrung geäußert. Der Kurznachrichtendienst informierte jedoch seine rund zehn Millionen türkischen Nutzer per „Tweet“ darüber, dass diese über SMS weiterhin „Tweets“ versenden konnten – trotz der Sperre.[238] Am 2. April 2014 gab das Verfassungsgericht der Republik Türkei einer Klage gegen das Twitter-Verbot einstimmig recht. Im Urteil wurde festgehalten, dass das Verbot dem Artikel 26 der Verfassung der Republik Türkei über die Freiheit der Äußerung und Verbreitung der Meinung widerspricht.[240] Nach dem Anschlag in Suruç 2015 blockierten türkische Internetanbieter Twitter. Ein Gericht hatte angeordnet, dass Fotos und Videos vom Selbstmordanschlag nicht veröffentlicht werden dürfen.[241]
- Uganda: Nachdem Facebook durch die Sperre von Pro-Regierungsaccounts im Vorfeld der Präsidentschaftswahl in Uganda 2021 die Aufmerksamkeit der ugandischen Regierung auf sich gezogen hatte, verhängte diese am 12. Januar 2021 eine Sperre von sozialen Netzwerken, inklusive Twitter. Nach eigenen Angaben hatte Facebook gefälschte und Mehrfachkonten entfernt.[242]
- Nigeria: Twitter wurde im Juni 2021 in Nigeria verboten, nachdem es einen Tweet von Präsident Muhammadu Buhari gesperrt hatte, in dem dieser mutmaßlichen separatistischen Kämpfern im Südosten des Landes gedroht hatte. Twitter sei eine Bedrohung für die Existenz Nigerias und habe auch in der Vergangenheit Tweets ignoriert, in denen gegen die Regierung angestachelt worden sei, so Informationsminister Lai Mohammed. Mohammed gab weiter an, die Mission Twitters in Nigeria sei sehr verdächtig.[243]
- Brasilien: Im August 2024 kündigte X die sofortige Einstellung seiner geschäftlichen Aktivitäten und Schließung seiner Vertretungen in Brasilien an. Dies wurde mit „richterlich angeordneter Zensur“ begründet. Der Konzern wirft Alexandre de Moraes vor, einem Mitarbeiter des Konzerns mit Haft gedroht zu haben, falls bestimmte Inhalte nicht gelöscht würden. Moraes, der dem Oberstem Gerichtshof angehört, hatte zu Beginn des Jahres X angewiesen, Konten zu sperren, die während der Regierungszeit des Rechtspopulisten Jair Bolsonaro Hassbotschaften und Falschinformationen verbreitet haben sollen. X bleibe in Brasilien weiterhin nutzbar. Musk kündigte außerdem an, Konten zu reaktivieren, deren Sperrung der Richter angeordnet hatte.[244] Am 30. August 2024 ordnete Moraes an, dass Internetdienstanbieter den Zugang zu X blockieren. Zudem drohte er Nutzern, die das Verbot über virtuelle private Netzwerke (VPNs) umgehen, eine tägliche Geldstrafe an.[245][246] Am 9. Oktober wurde die Sperre aufgehoben, nachdem Elon Musk nachgab und eine Geldstrafe in Höhe von 28,6 Millionen Reais (4,7 Millionen Euro) bezahlte.[247]

## Kritik an Zusammenarbeit mit autoritären Regierungen
Mehrere Zeitungen wie unter anderem Forbes, The Independent, i24news und El País thematisierten 2023 die gestiegene Bereitschaft des Konzerns auf Löschanfragen von autokratischen oder autoritären Regierungen einzugehen.
Ein Report der Organisation Rest of World kam zu dem Ergebnis, dass während im letzten Halbjahr vor der Übernahme durch Musk ca. 50 % der Löschanfragen von autokratischen Regierungen abgelehnt wurden, es im ersten Halbjahr nach dem Eigentümerwechsel nur noch 17 % waren, die abgelehnt wurden, während 83 % der Löschanfragen von autokratischen Regierungen umgesetzt wurden. Demzufolge wäre die Zensurquote deutlich gestiegen.
Insbesondere das Sperren von Accounts, die sich kritisch gegenüber dem türkischen Staatspräsidenten Recep Tayip Erdogan oder dem indischen Premierminister Narendra Modi geäußert hatten, führte dazu, dass einige Kritiker Elon Musk vorwarfen, seine Selbstdarstellung als Verteidiger der Meinungsfreiheit sei unglaubwürdig.

### Deutschsprachige Literatur
- Stefan Berns, Dirk Henningsen: (10/2009) Der Twitter Faktor – Kommunikation auf den Punkt gebracht! – Business Village, ISBN 978-3-86980-000-4.
- Wolfgang Hünnekens: (09/2009) Die Ich-Sender: Das Social Media-Prinzip – Twitter, Facebook & Communitys erfolgreich einsetzen – Business Village, ISBN 978-3-86980-005-9.
- Tim O’Reilly, Sarah Milstein: Das Twitter-Buch – O’Reilly, Köln 2009, ISBN 978-3-89721-942-7.
- Johannes Paßmann: Die soziale Logik des Likes. Eine Twitter-Ethnografie, Frankfurt a. M. 2018.
- Nicole Simon, Nikolaus Bernhardt: (01/2010) Twitter – Mit 140 Zeichen zum Web 2.0 – 2. Aufl. – open source PRESS, ISBN 978-3-937514-98-7.
- Kate Conger, Ryan Mac: Elon Musk und die Zerstörung von Twitter: Die Inside-Story. Rowohlt, 2024, ISBN 978-3-498-00527-6.

### Englischsprachige Literatur
- Jean Burgess, Nancy K. Baym: Twitter. A Biography, New York 2020.
- Joel Comm, Anthony Robbins, Ken Burge: (03/2009) Twitter Power: How to Dominate Your Market One Tweet at a Time – John Wiley & Sons, ISBN 978-0-470-45842-6.
- Kate Conger, Ryan Mac: Character Limit: How Elon Musk Destroyed Twitter. Penguin, New York 2024, ISBN 978-0-593-65613-6.
- Shel Israel: (09/2009) Twitterville: How Businesses Can Thrive in the New Global Neighborhoods – Portfolio, ISBN 978-1-59184-279-8.
- Kevin Makice: (04/2009) Programming Twitter: Learn How to Build Applications with the Twitter API – O’Reilly Media, ISBN 978-0-596-15461-5.
- Deborah Micek, Warren Whitlock: (10/2008) Twitter Revolution: How Social Media and Mobile Marketing Is Changing the Way We Do Business & Market Online, Xeno Press, ISBN 978-1-934275-07-8.
- Julio Ojeda-Zapata: (11/2008) Twitter Means Business: How Microblogging Can Help or Hurt Your Company – Happy About, ISBN 978-1-60005-118-0.
- Tim O’Reilly, Sarah Milstein: (05/2009) The Twitter Book – O’Reilly Media, ISBN 978-0-596-80281-3.
- Naomi Truan: (When) Can I say Du to You? The metapragmatics of forms of address on German-Speaking Twitter. In: Journal of Pragmatics. Band 191, 1. April 2022, ISSN 0378-2166, S. 227–239, doi:10.1016/j.pragma.2022.02.008 (sciencedirect.com [abgerufen am 2. Juli 2022]).